# Dölli (Familie)
Bei den Dölli handelt es sich um eine Handelsfamilie aus Uttwil im Schweizer Kanton Thurgau.

## Geschichte
Die Hugenottenfamilie ist mit Jacob Tiele 1578 erstmals im thurgauischen Uttwil belegt. In der Folge gelangten die Dölli als Gerber, Metzger und Schmiede, vor allem aber als Spediteure und Handelsleute (Salzfaktorei, Korn-, Wein-, Holz- und Eisenimport über den Bodensee) zu Reichtum, wovon ihre Häuser in Uttwil heute noch zeugen. 
Dem ökonomischen Aufstieg entsprach ein soziopolitischer. Die Dölli sassen regelmässig, meist als Stabhalter, im Gericht. 1709–98 stellten sie stets den Dorfammann sowie im 19. Jahrhundert vier Gemeindeammänner von Uttwil. Johann Peter (1724–1790) war Gerber und amtete als Gemeindeammann. Sein Sohn Johann Ulrich (1764–1821) war 1791–98 Ammann, 1798–1803 Distriktsgerichtspräsident von Arbon, ab 1803 Thurgauer Grossrat und Friedensrichter, ab 1816 Kreisamtmann. Als Mitglied der Kantonstagsatzung trug er zur neuen Verfassung bei. Insgesamt hatte er zehn Kinder, darunter waren 
- Johann Peter (1788–1850) war Gemeindeammann und Kantonsrat, dessen Sohn Hans Conrad (1823–1883) war ebenfalls Gemeindeammann.
- Johann Ulrich (1798–1877), wurde 1830 Grossrat, war 1831–37 Präsident des Bezirksgerichts Arbon und 1837–62 Bezirksstatthalter.

Mitte des 19. Jahrhunderts lief Romanshorn dem Nachbardorf Uttwil den Rang als Güterumschlagplatz am Bodensee ab. Damit sank der Stern der Dölli und verschiedene ihrer Zweige erloschen.